# Троянські супутники

Троянські супутники розташовані біля точок L_{4} і L_{5}.

Троянські супутники — природні супутники планети, які розташовані близько двох троянських точок Лагранжа L4 і L5 більш великого супутника планети. Точки розміщені так, що один з троянських супутників випереджає великий супутник на 60°, а другий, відповідно, відстає від нього на 60°. Положення супутників в точках Лагранжа L4 і L5 стійке, при слабких збурюваннях супутники будуть намагатися повернутися до цієї точки. З великим супутником, троянські супутники  в орбітальному резонансі 1:1. Оскільки вони  з ним на одній і тій же орбіті, вони також є співорбітальними . Всі троянські супутники, відомі сьогодні, належать до  системи Сатурна.
Троянські супутники називаються так за аналогією з троянськими астероїдами, які перебувають у точках Лангранжа планет (і називаються за іменами героїв Троянської війни). Троянські супутники обертаються навколо планети, на відміну від троянських астероїдів, які обертаються навколо Сонця.

## Супутники Сатурна

Порівняльні розміри Тефії (1060 км, посередині) і троянських супутників Телесто (24 км) і Каліпсо (19 км). Відстань між супутниками не в масштабі.

На сьогоднішній день відомі тільки 4 троянських супутника, всі вони  в системі Сатурна. Один з найбільших супутників Сатурна, Тефія (1060 км) розділяє орбіту з двома троянськими супутниками — Телесто (24 км) і Каліпсо (19 км). Співвідношення маси Тефії до маси Телесто і Каліпсо приблизно 170000:2:1.
Інший великий супутник Діона (1118 км), співорбітальний з троянськими супутниками Єленою (32 км) і Полідевком (4 км). Єлену іноді  називають «Діона Б».